# Grand Prix Formule 1 van Mexico 2016
De Grand Prix Formule 1 van Mexico 2016 werd gehouden op 30 oktober 2016 op het Autódromo Hermanos Rodríguez. Het was de negentiende race van het kampioenschap.

## Vrije trainingen

### Uitslagen
- Er wordt enkel de top-5 weergegeven.

| Vrije training 1 | Pos | No | Coureur          | Constructeur         | Tijd     |
| ---------------- | --- | -- | ---------------- | -------------------- | -------- |
| Vrije training 1 | 1   | 44 | Lewis Hamilton   | Mercedes             | 1:20.914 |
| Vrije training 1 | 2   | 5  | Sebastian Vettel | Ferrari              | 1:20.993 |
| Vrije training 1 | 3   | 7  | Kimi Räikkönen   | Ferrari              | 1:21.072 |
| Vrije training 1 | 4   | 11 | Sergio Pérez     | Force India-Mercedes | 1:21.200 |
| Vrije training 1 | 5   | 27 | Nico Hülkenberg  | Force India-Mercedes | 1:21.409 |
| Vrije training 2 | Pos | No | Coureur          | Constructeur         | Tijd     |
| Vrije training 2 | 1   | 5  | Sebastian Vettel | Ferrari              | 1:19.790 |
| Vrije training 2 | 2   | 44 | Lewis Hamilton   | Mercedes             | 1:19.794 |
| Vrije training 2 | 3   | 6  | Nico Rosberg     | Mercedes             | 1:20.225 |
| Vrije training 2 | 4   | 7  | Kimi Räikkönen   | Ferrari              | 1:20.259 |
| Vrije training 2 | 5   | 3  | Daniel Ricciardo | Red Bull-TAG Heuer   | 1:20.448 |
| Vrije training 3 | Pos | No | Coureur          | Constructeur         | Tijd     |
| Vrije training 3 | 1   | 33 | Max Verstappen   | Red Bull-TAG Heuer   | 1:19.137 |
| Vrije training 3 | 2   | 44 | Lewis Hamilton   | Mercedes             | 1:19.231 |
| Vrije training 3 | 3   | 3  | Daniel Ricciardo | Red Bull-TAG Heuer   | 1:19.370 |
| Vrije training 3 | 4   | 6  | Nico Rosberg     | Mercedes             | 1:19.618 |
| Vrije training 3 | 5   | 77 | Valtteri Bottas  | Williams-Mercedes    | 1:19.811 |

## Kwalificatie
Lewis Hamilton behaalde voor Mercedes zijn tiende pole position van het seizoen voor teamgenoot Nico Rosberg, die op het laatste moment naar de tweede plaats sprong. Het Red Bull-duo Max Verstappen en Daniel Ricciardo kwalificeerden zich als derde en vierde. Nico Hülkenberg kwalificeerde zich voor Force India knap op de vijfde plaats, nog voor de Ferrari-coureurs Kimi Räikkönen en Sebastian Vettel, die als zesde en zevende eindigden. De top 10 werd afgesloten door de Williams-coureurs Valtteri Bottas en Felipe Massa en de Toro Rosso van Carlos Sainz jr.
Renault-coureur Jolyon Palmer kon niet deelnemen aan de kwalificatie, omdat er na de derde vrije training een scheur in zijn chassis werd ontdekt. Hierdoor startte hij de race achteraan de grid. Haas-coureur Romain Grosjean ving de race vanuit de pitstraat aan, omdat hij na afloop van de kwalificatie de bodemplaat van zijn auto heeft laten vervangen, terwijl het niet toegestaan is om na de kwalificatie veranderingen aan te brengen aan de auto.

### Kwalificatie-uitslag
| Pos                 | No | Coureur           | Constructeur         | Q1        | Q2       | Q3       | Grid |
| ------------------- | -- | ----------------- | -------------------- | --------- | -------- | -------- | ---- |
| 1                   | 44 | Lewis Hamilton    | Mercedes             | 1:19.447  | 1:19.137 | 1:18.704 | 1    |
| 2                   | 6  | Nico Rosberg      | Mercedes             | 1:19.996  | 1:19.761 | 1:18.958 | 2    |
| 3                   | 33 | Max Verstappen    | Red Bull-TAG Heuer   | 1:19.874  | 1:18.972 | 1:19.054 | 3    |
| 4                   | 3  | Daniel Ricciardo  | Red Bull-TAG Heuer   | 1:19.713  | 1:19.553 | 1:19.133 | 4    |
| 5                   | 27 | Nico Hülkenberg   | Force India-Mercedes | 1:20.599  | 1:19.769 | 1:19.330 | 5    |
| 6                   | 7  | Kimi Räikkönen    | Ferrari              | 1:19.554  | 1:19.936 | 1:19.376 | 6    |
| 7                   | 5  | Sebastian Vettel  | Ferrari              | 1:19.865  | 1:19.385 | 1:19.381 | 7    |
| 8                   | 77 | Valtteri Bottas   | Williams-Mercedes    | 1:20.338  | 1:19.958 | 1:19.551 | 8    |
| 9                   | 19 | Felipe Massa      | Williams-Mercedes    | 1:20.423  | 1:20.151 | 1:20.032 | 9    |
| 10                  | 55 | Carlos Sainz jr.  | Toro Rosso-Ferrari   | 1:20.457  | 1:20.169 | 1:20.378 | 10   |
| 11                  | 14 | Fernando Alonso   | McLaren-Honda        | 1:20.552  | 1:20.282 |          | 11   |
| 12                  | 11 | Sergio Pérez      | Force India-Mercedes | 1:20.308  | 1:20.287 |          | 12   |
| 13                  | 22 | Jenson Button     | McLaren-Honda        | 1:21.333  | 1:20.673 |          | 13   |
| 14                  | 20 | Kevin Magnussen   | Renault              | 1:21.254  | 1:21.131 |          | 14   |
| 15                  | 9  | Marcus Ericsson   | Sauber-Ferrari       | 1:21.062  | 1:21.536 |          | 15   |
| 16                  | 94 | Pascal Wehrlein   | MRT-Mercedes         | 1:21.363  | 1:21.785 |          | 16   |
| 17                  | 21 | Esteban Gutiérrez | Haas-Ferrari         | 1:21.401  |          |          | 17   |
| 18                  | 26 | Daniil Kvjat      | Toro Rosso-Ferrari   | 1:21.454  |          |          | 18   |
| 19                  | 12 | Felipe Nasr       | Sauber-Ferrari       | 1:21.692  |          |          | 19   |
| 20                  | 31 | Esteban Ocon      | MRT-Mercedes         | 1:21.881  |          |          | 20   |
| 21                  | 8  | Romain Grosjean   | Haas-Ferrari         | 1:21.916  |          |          | Pit  |
| 107% tijd: 1:25.008 |    |                   |                      |           |          |          |      |
| 22                  | 30 | Jolyon Palmer     | Renault              | geen tijd |          |          | 21   |

## Wedstrijd

### Verslag
De race werd gewonnen door Lewis Hamilton, die zijn achtste overwinning van het seizoen behaalde door teamgenoot Nico Rosberg achter zich te houden. De derde plaats was oorspronkelijk voor Max Verstappen, maar deze kreeg na afloop van de race een straf van vijf seconden omdat hij drie ronden voor het einde de eerste bocht afsneed en hier voordeel uit haalde. Hierdoor eindigde Sebastian Vettel op het podium, voor Daniel Ricciardo en Verstappen, die terugviel naar de vijfde plaats. Kimi Räikkönen eindigde als zesde, nadat hij in de slotfase de als zevende geëindigde Nico Hülkenberg inhaalde. Valtteri Bottas eindigde de race op de achtste plaats. De laatste punten gingen naar Felipe Massa en thuisrijder Sergio Pérez, die bijna de hele race met elkaar in gevecht waren.
Na afloop van de race kreeg Sebastian Vettel een tijdstraf van tien seconden omdat hij bij zijn gevecht met Daniel Ricciardo in de voorlaatste ronde van lijn wisselde tijdens het remmen. Hierdoor viel hij terug naar de vijfde plaats, achter Ricciardo en Max Verstappen.

### Race-uitslag
| Pos. | No. | Coureur           | Constructeur         | Rondes | Tijd/Oorzaak uitval | Grid | Punten |
| ---- | --- | ----------------- | -------------------- | ------ | ------------------- | ---- | ------ |
| 1    | 44  | Lewis Hamilton    | Mercedes             | 71     | 1:40:31.402         | 1    | 25     |
| 2    | 6   | Nico Rosberg      | Mercedes             | 71     | +8.354              | 2    | 18     |
| 3    | 3   | Daniel Ricciardo  | Red Bull-TAG Heuer   | 71     | +20.858             | 4    | 15     |
| 4    | 33  | Max Verstappen    | Red Bull-TAG Heuer   | 71     | +21.323             | 3    | 12     |
| 5    | 5   | Sebastian Vettel  | Ferrari              | 71     | +27.313             | 7    | 10     |
| 6    | 7   | Kimi Räikkönen    | Ferrari              | 71     | +49.376             | 6    | 8      |
| 7    | 27  | Nico Hülkenberg   | Force India-Mercedes | 71     | +58.891             | 5    | 6      |
| 8    | 77  | Valtteri Bottas   | Williams-Mercedes    | 71     | +1:05.612           | 8    | 4      |
| 9    | 19  | Felipe Massa      | Williams-Mercedes    | 71     | +1:16.206           | 9    | 2      |
| 10   | 11  | Sergio Pérez      | Force India-Mercedes | 71     | +1:16.798           | 12   | 1      |
| 11   | 9   | Marcus Ericsson   | Sauber-Ferrari       | 70     | +1 ronde            | 15   |        |
| 12   | 22  | Jenson Button     | McLaren-Honda        | 70     | +1 ronde            | 13   |        |
| 13   | 14  | Fernando Alonso   | McLaren-Honda        | 70     | +1 ronde            | 11   |        |
| 14   | 30  | Jolyon Palmer     | Renault              | 70     | +1 ronde            | 21   |        |
| 15   | 12  | Felipe Nasr       | Sauber-Ferrari       | 70     | +1 ronde            | 19   |        |
| 16   | 55  | Carlos Sainz jr.  | Toro Rosso-Ferrari   | 70     | +1 ronde            | 10   |        |
| 17   | 20  | Kevin Magnussen   | Renault              | 70     | +1 ronde            | 14   |        |
| 18   | 26  | Daniil Kvjat      | Toro Rosso-Ferrari   | 70     | +1 ronde            | 18   |        |
| 19   | 21  | Esteban Gutiérrez | Haas-Ferrari         | 70     | +1 ronde            | 17   |        |
| 20   | 8   | Romain Grosjean   | Haas-Ferrari         | 70     | +1 ronde            | Pit  |        |
| 21   | 31  | Esteban Ocon      | MRT-Mercedes         | 69     | +2 ronden           | 20   |        |
| DNF  | 94  | Pascal Wehrlein   | MRT-Mercedes         | 0      | Ongeluk             | 16   |        |

## Tussenstanden Grand Prix
Betreft tussenstanden na afloop van de race.

### Coureurs
| Positie | No. | Rijder           | Team                 | Punten |
| ------- | --- | ---------------- | -------------------- | ------ |
| 01      | 6   | Nico Rosberg     | Mercedes             | 349    |
| 02      | 44  | Lewis Hamilton   | Mercedes             | 330    |
| 03      | 3   | Daniel Ricciardo | Red Bull-TAG Heuer   | 242    |
| 04      | 5   | Sebastian Vettel | Ferrari              | 187    |
| 05      | 7   | Kimi Räikkönen   | Ferrari              | 178    |
| 06      | 33  | Max Verstappen   | Red Bull-TAG Heuer   | 177    |
| 07      | 11  | Sergio Pérez     | Force India-Mercedes | 85     |
| 08      | 77  | Valtteri Bottas  | Williams-Mercedes    | 85     |
| 09      | 27  | Nico Hülkenberg  | Force India-Mercedes | 60     |
| 10      | 14  | Fernando Alonso  | McLaren-Honda        | 52     |

### Constructeurs
| Positie | Team                 | Punten |
| ------- | -------------------- | ------ |
| 01      | Mercedes             | 679    |
| 02      | Red Bull-TAG Heuer   | 427    |
| 03      | Ferrari              | 365    |
| 04      | Force India-Mercedes | 145    |
| 05      | Williams-Mercedes    | 136    |
| 06      | McLaren-Honda        | 74     |
| 07      | Toro Rosso-Ferrari   | 55     |
| 08      | Haas-Ferrari         | 29     |
| 09      | Renault              | 8      |
| 10      | MRT-Mercedes         | 1      |